# Santa Isabel do Rio Negro
Santa Isabel do Rio Negro este un oraș în unitatea administrativă Amazonas (AM) din Brazilia. Cel mai înalt munte din Brazilia, Pico de Nablina (2,994 m), se află pe teritoriul municipiului Santa Isabel do Rio Negro. La recensământul din 2007, municipiul Santa Isabel do Rio Negro avea o populație de 16,921 de locuitori. Suprafața municipiului Santa Isabel do Rio Negro este de 62,846 km². Vezi:http://www.ibge.gov.br/cidadesat/topwindow.htm?1